# Ярмоленко Юлія Леонідівна
Юлія Леонідівна Ярмоленко (нар. 4 квітня 1981Шаблон:Немає АД1) — український секс-педагог. Також блогерка, колишня журналістка. Спікерка EdCamp Ukraine.
Авторка платформи «Сексінфорія», а також книги для дітей 4+ «Малечі про інтимні речі», визнаної однією з найкращих книжок для дітей 2019 року за версією BaraBooka у категорії «Пізнавальна книга року».
Немає відомостей щодо першої вищої освіти.

## Біографія
Народилася в Полтаві, живе в Харкові. До заняття секс-просвітництвом довгий час працювала журналісткою. Була репортеркою Комсомольської правди в Україні.
Полишивши журналістику, працювала копірайтером в міжнародному медичному центрі, який займається вирішенням інтимних проблем.
У 2014 році звільняється з медичного центру та пробує себе у різних сферах діяльності протягом року. У 2014 починає проводити лекції з сексуальної просвіти підлітків, а також обговорювати медичні причини імпотенції, не маючи медичної освіти. На цей час не має підтвердження будь-якої освіти з цієї теми, щоб мати право викладати секс-просвіту чи проводити лекції для дорослих, як сексолог.
У 2018 році закінчила Школу педагогіки травми. У 2019 році — Університет менеджменту освіти при Національній академії педагогічних наук України за фахом кризової психології, здобувши магістерський ступінь.
Проводить лекції та семінари в Україні, видає книги у Росії.

### Інцидент
У березні 2021 року разом з перекладачкою Ганною Топіліною потрапила у скандал навколо редагованої нею як експерткою книги шведського автора Інті Чавеса Переса «Повага. Хлопцям про любов, секс та згоду» про сексуальні стосунки підлітків, що запланувало видати видавництво #Книголав.￼

## Книги
- Ярмоленко Юлія. Малечі про інтимні речі / Авторка Ярмоленко Ю., ілюстрації Гілевич М. — Харків: Талант, 2019. — 48 с.: іл. (Серія «Енциклопедія для допитливих») ISBN 978-966-935-839-4 тираж 3000 пр.
- Ярмоленко Юлия. Интимный ликбез с родителями и без / Автор Ярмоленко Ю. — Харьков: Талант, 2019. — 48 с. ISBN 978-966-935-856-1 тираж 5000 пр.
- Ярмоленко Юлія. Без маячні про перші місячні / Авторка Ярмоленко Ю., ілюстрації Вале І. — Київ: Віхола, 2023. — 160 с.: іл. — ISBN 978-617-8257-21-7
- Співавторка брошур для підлітків та батьків про сексуальну освіту «Підліткам про важливе» та «Мій маленький монстрик».[13][14]